# أبشالوم

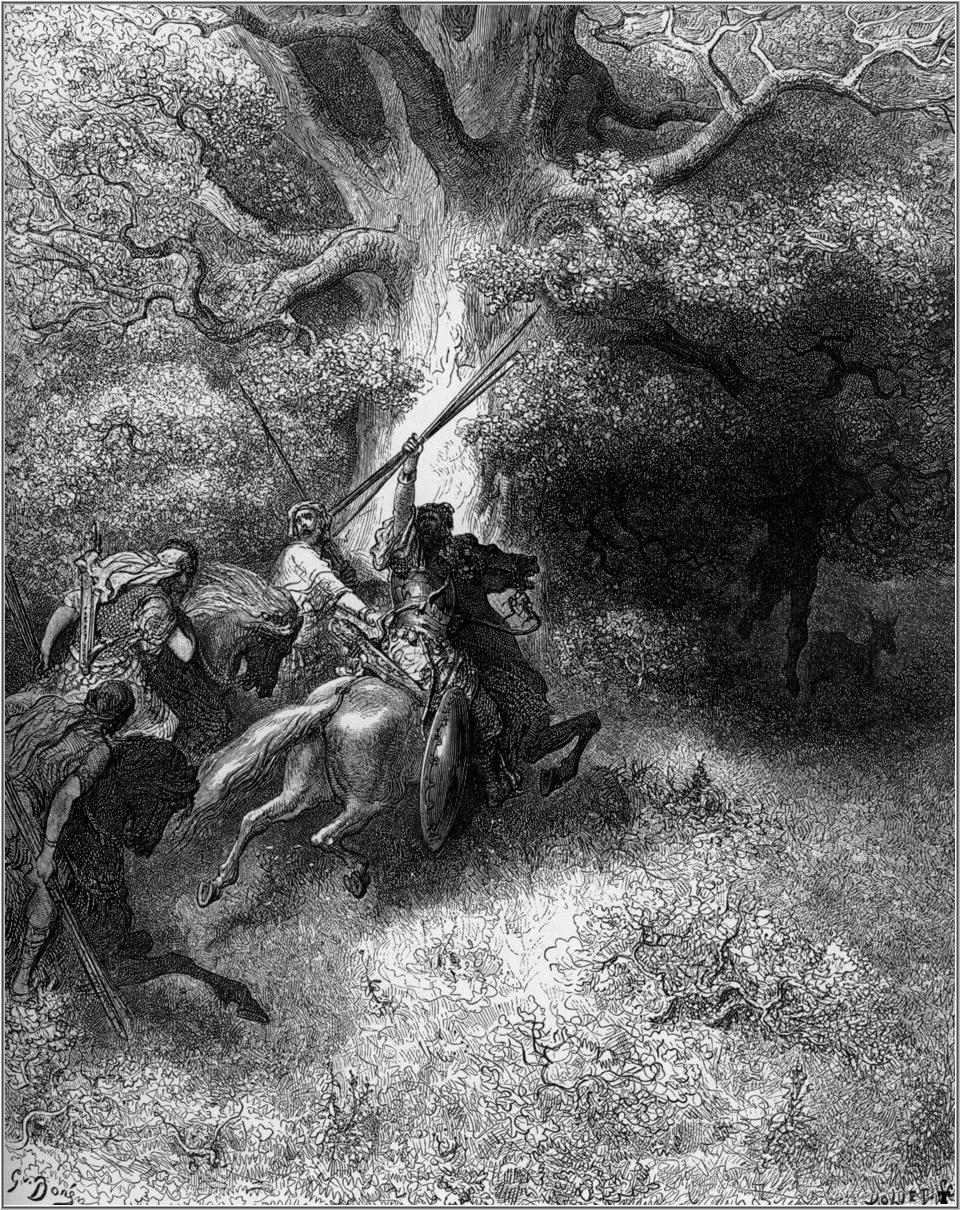
موت أبسالوم بريشة غوستاف دوريه

أبشالوم (אַבְשָלוֹם) هو أحد شخصيات العهد القديم، وهو ابن داود ملك إسرائيل من معكة (معخ) ابنة تلماي ملك جشور (غشر). (2 صم 3: 3)